# Natale a Beverly Hills
Natale a Beverly Hills è un film del 2009 diretto da Neri Parenti.
La pellicola è stata distribuita nelle sale cinematografiche a partire dal 18 dicembre 2009.

## Trama
Dopo sedici anni l’italiana Cristina Pascola incontra casualmente a Los Angeles Carlo, l'uomo che l'aveva abbandonata incinta di sette mesi e che ora, cinquantenne, vive ancora come un gigolò, insieme a una donna più vecchia di lui. Cristina non si lascia sfuggire l'occasione di affrontarlo e gli comunica che il figlio Lele ha ora un padre putativo, Aliprando, che si è preso cura di lei e del ragazzo. A loro ha raccontato che il padre naturale è morto, per cui gli ordina di rimanere lontano dalla loro vita.
Carlo, che temeva invece di essere messo di fronte ai suoi doveri paterni, tira un sospiro di sollievo e, fingendosi amareggiato, accetta di buon grado. La sua compagna però ha appena deciso di lasciarlo per un ragazzo più giovane. Bloccato negli Stati Uniti senza un soldo in tasca, Carlo accetta la richiesta di aiuto proprio di Cristina: spacciandosi per suo fratello, missionario laico in Angola, riesce a farsi ospitare da Aliprando per qualche giorno e accetta in cambio di non rivelare la verità.
Nel frattempo Lele s'invaghisce di Susanna, la bella figlia di Claudio, proprietario dell'albergo. Per far colpo su di lei ruba l'auto presa a noleggio da Aliprando e offre alla ragazza un passaggio fino all'università. Cristina, che assiste a tutta la scena, obbliga Carlo ad assumersi per la prima volta le sue responsabilità di padre e a unirsi ad Aliprando nella ricerca del ragazzo. Mentre Cristina e Claudio & Lele e Susanna si inseguono a vicenda pensando gli uni verso gli altri che l'altro duo faccia l'amore, e si ritrovano ben presto in un motel chiarendosi, Carlo e Aliprando fuggono proprio dallo stesso motel dopo essere stati legati dalle prostitute che avevano sedotto. Infine Carlo reincontra un altro vecchio flirt, Fiamma, che rivela di essere la moglie di Claudio e madre di Susanna, con cui Carlo l'avuta, il quale si spaccia di nuovo per missionario laico, questa volta fratello di Fiamma, restando diversi mesi all’hotel a carico di Claudio. Quindi si scopre che Lele e Susanna sono fratellastri.
Serena e Marcello sono in procinto di sposarsi e organizzano entrambi una festa per dire addio alle loro vite da single. Durante il suo party, Marcello incontra per caso Rocco, un vecchio compagno di liceo che non vedeva da anni e che si trova a Los Angeles per un convegno. Rocco si è arricchito producendo protesi per la chirurgia estetica, mentre Marcello gestisce con successo un ristorante a Malibù.
Nel frattempo Serena sta festeggiando il suo addio al nubilato in un locale country ma, avendo bevuto troppo, si lancia in uno spogliarello sotto lo sguardo dei molti uomini che affollano il bar. Viene fermata in tempo dalla sua amica e trascinata via. Fuori dal locale s'imbatte in Rocco, che nel frattempo ha abbandonato la festa di Marcello e, per una serie di equivoci, finisce nella sua camera d'albergo.
Tra i due non accade nulla, ma Serena, in preda a un'amnesia da sbornia, è convinta di avere tradito il futuro marito. Così, quando il giorno dopo vede arrivare Rocco al ristorante di Marcello fa di tutto per evitare di incontrarlo. Ma Rocco, che nel frattempo si è innamorato di lei, non intende rinunciarvi e non solo le fa credere di avere trascorso con lei una notte di travolgente passione, ma inizia anche a corteggiarla e tramare per dividere i due, cercando di far pensare a ogni futuro coniuge che l'altro lo/a tradisca. Infine Serena scopre che Rocco ha architettato tutto e che Marcello veramente la tradisce, da quattro anni, tra l’altro con una delle migliore amiche della ragazza. La stessa Serena tempo dopo vede Marcello e Rocco sfidarsi sui motoscafi per riconquistarla.

## Produzione

### Riprese
Le riprese del film sono iniziate il 31 agosto 2009 e sono state realizzate in California a Universal City (Saddle Ranch Chop House), a Los Angeles (North Rodeo Drive di Beverly Hills, Beverly Hilton Hotel di Beverly Hills, negozio in 9449 Brighton Way di Beverly Hills, University of California di Los Angeles, 765 Chick Hearn Court, Pink Motel), a Santa Monica (Spiaggia sull'Ocean Front), a Marina del Rey (Fisherman Village) e a Pasadena (Ritz-Carlton Huntington Hotel).

## Colonna sonora
Per i titoli di testa è stata scelta come canzone Pussycat on a Leash di Oceania, mentre per i titoli di coda è stata scelta Peace Song di Bob Sinclar. Già in Natale a Miami e in Natale a New York furono usate delle canzoni del disc jockey francese: Love Generation e World, Hold On (Children of the Sky).

## Incassi
Il film ha incassato 20983639 € consacrando ancora una volta il cinepanettone come maggiore incasso cinematografico della stagione natalizia italiana. È il 51º film col maggiore incasso in Italia.

## Controversia sull'interesse culturale del film
A seguito di istanza di riconoscimento di interesse culturale alla commissione cinema del Ministero per i beni e le attività culturali, il film è stato dichiarato di interesse culturale: "raggiunge la sufficienza ed ottiene, come richiesto, il solo riconoscimento dell'interesse culturale senza contributo, da confermare a visione della copia campione".
L'attribuzione della qualifica di film d'essai ha sollevato diverse critiche, relative all'inserimento dei cinema che proiettano il film tra i cinema d'essai che godono di sostegni fiscali.
De Sica ha ribattuto che "non si tratta di aiuti ma di un credito d'imposta sugli incassi, da reinvestire in film artisticamente più complessi. Perché il famigerato cinepanettone mantiene l'intero cinema italiano".
La qualifica di interesse culturale è stata infine cancellata dalla commissione di verifica a fine febbraio 2010.